# Salpingogaster impura
Salpingogaster impura är en tvåvingeart som beskrevs av Charles Howard Curran 1941. Salpingogaster impura ingår i släktet Salpingogaster och familjen blomflugor. Inga underarter finns listade i Catalogue of Life.